# Вітько Віталій Іванович
Віталій Іванович Вітько (нар. 21 червня 1955) — український радянський діяч, електромонтер Нікопольської енергодільниці Придніпровської залізниці Дніпропетровської області. Депутат Верховної Ради УРСР 10-го скликання.

## Біографія
З 1972 року — слюсар Марганецького гірничо-збагачувального комбінату Дніпропетровської області. Служив у Радянській армії.
Після демобілізації — електромонтер Нікопольської енергодільниці Придніпровської залізниці Дніпропетровської області. Здобув середню спеціальну освіту.
Член КПРС з 1976 року.
З 1978 року — студент Дніпропетровського інституту інженерів залізничного транспорту імені Калініна.
Потім працював у місті Дніпропетровську.